# Calathus rotgeri
Calathus rotgeri är en skalbaggsart som beskrevs av Ball och Negre. Calathus rotgeri ingår i släktet Calathus och familjen jordlöpare. Inga underarter finns listade i Catalogue of Life.